# Pięść zgniatająca amerykański samolot myśliwski
Pięść zgniatająca amerykański samolot myśliwski – pomnik stojący do 2011 roku w Trypolisie, stolicy Libii. To pomalowane na złoto dzieło sztuki publicznej zostało zamówione przez Muammara al-Kaddafiego po bombardowaniu Libii w 1986.
Posąg był często pokazywany w mediach 22 lutego 2011 roku, kiedy to Kadafi wygłosił przemówienie w którym obiecał „śmierć męczeńską”.
Po zdobyciu Bab al-Azizia podczas II bitwy o Trypolis, między 23 a 27 sierpnia 2011 roku usunięto z niego flagę i angielskie inicjały Stanów Zjednoczonych i pomalowano m.in. w kolory rebeliantów, a 27 sierpnia zdemontowano.